# 신가이역
신가이역(일본어: 新改駅)은 일본 고치현 가미시에 있는 시코쿠 여객철도 도산 선의 역이다. 역 번호는 D 36이며, 단선 승강장 1면 1선과 스위치 백 구조를 지닌 지상역이다.

## 역 주변
- 히라야마 친수공원

## 역사
- 1935년 11월 28일 : 신카이 신호장(新改信号場)으로서 설치.
- 1947년 6월 1일 : 신카이역(新改駅)으로 승격.
- 1956년 12월 15일 : 표기법을 신카이에서 신가이로 변경.
- 1987년 4월 1일 : 민영화에 따라, 시코쿠 여객철도로 이관.

## 인접 정차역
| 시코쿠 여객철도 도산 선 | 시코쿠 여객철도 도산 선 | 시코쿠 여객철도 도산 선   |
| ----------------------- | ----------------------- | ------------------------- |
| D 35 시게토 다도쓰 방면 | 도산 선                 | 도사야마다 D 37 고치 방면 |